# Göllner Kornél
Göllner Kornél (Breznóbánya, 1867. május 9. – Budapest, 1933. június 14.) gyógyszerész-vegyész, üzemvezető, a Drogista Szakiskola tanára.

## Életpályája
Gyógyszerészi oklevelét 1888-ban szerezte a budapesti tudományegyetemen. Néhány évig Besztercebányán gyógyszerészként dolgozott. 1890–1900 között Troppauban G. Hell gyógyszerészeti gyárában vegyész volt. 1900-ban hazajött és átvette a Galenus gyár üzemi vezetését. 1903-ban drogista szaklapot alapított és több évig szerkesztette a Drogista Közlönyt. 1913-ban a Kochmeister Fr. cég óbudai gyógyszervegyészeti gyárában dolgozott. 1916–1933 között az újpesti Wolfner-gyárban mint üzemvezető vegyész tevékenykedett. 18 éven át előadó tanára volt a drogista szakiskolának.

## Családja
Szülei: Göllner Emil és Valentiny Matild voltak. Felesége, Courtois Emma volt.

## Művei
- Drogista gyakorlat (1931)